# Antonio Serrano (Musiker)

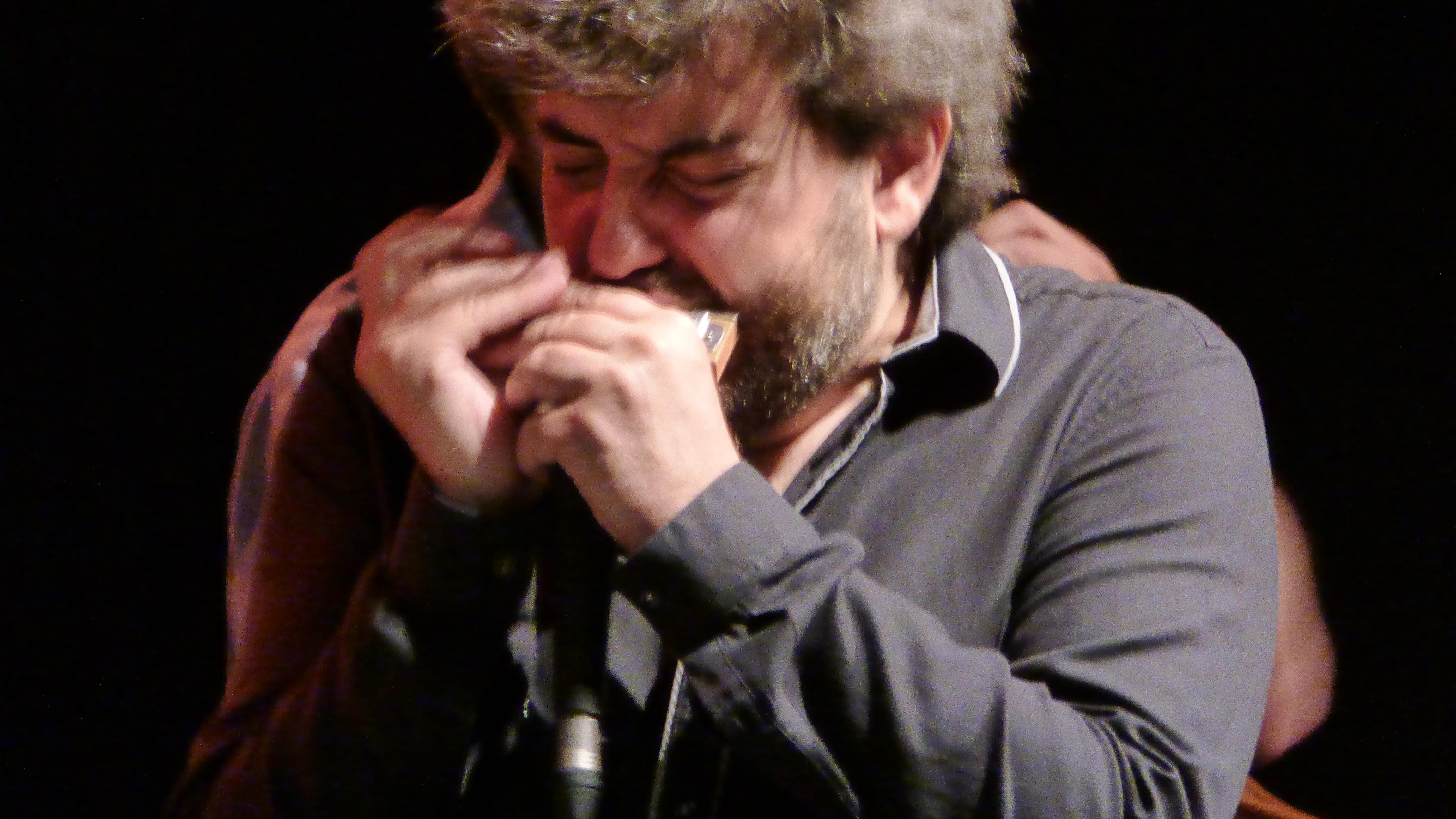
Antonio Serrano (2016)

Antonio Serrano (* 1974 in Madrid) ist ein spanischer Mundharmonikaspieler, der genreübergreifend tätig ist, von der Klassik über den Jazz, Blues und Tango bis zum Flamenco.

## Leben und Wirken
Serrano erhielt durch seinen Vater ersten Mundharmonika-Unterricht im Alter von 7 Jahren. Später unterwies ihn Larry Adler, der auch sein Mentor wurde, auf der chromatischen Mundharmonika. Mit 13 Jahren gab er ein Duokonzert zusammen mit Larry Adler in Paris. 1992 interpretierte er das Harmonica Concerto, das Malcolm Arnold für Adler komponiert hatte; beim Eurovision Young Musicians 1992 belegte er den zweiten Platz.
Jenseits des klassischen Kontexts trat Serrano mit zahlreichen Blues-, Jazz- und Pop-Künstlern Spaniens auf und wurde in seiner Heimat zu einem der bekannten Instrumentalvirtuosen. Mit Paco de Lucia spielte er Flamenco nuevo; er war der erste Musiker, der die chromatische Harmonika in die Flamenco-Musik einbrachte.
Serrano hat seit 1991 eigene Tonträger veröffentlicht. Auch spielte er mit Wynton Marsalis, Lou Bennett, Perico Sambeat, Chano Domínguez, Tito Alcedo, Carles Benavent, Tino di Geraldo, Paquito D’Rivera, Ivan Lins oder Rosa Passos. Er bildete ein Duo mit dem Pianisten Federico Lechner. Im Fellini Quartet (mit Andreas Prittwitz, Pablo Martín Caminero und Federico Lechner) beschäftigte er sich mit der Musik von Nino Rota. Zudem trat er mit den Sinfonieorchestern vom Venezuela und Belgien, Köln, Heidelberg und Kiel sowie auch im türkischen Rundfunk auf.
Als Studiomusiker hat er weiterhin Filmmusiken für Pedro Almodóvar eingespielt.

## Diskographie
- 1991 – Antonio Serrano and his Romantic Harmonica
- 1994 – Más que dos (Tempo Interno), mit Mario Torres
- 1999 – Antonio Serrano & Joshua Edelman Trio En el Central
- 2003 – Antonio Serrano & José Reinoso El corazón al Sur
- 2004 – Sesión Continua, mit Federico Lechner
- 2006 – Antonio Serrano & José Reinoso Zamba Nueva
- 2007 – Armonitango: Homenaje a Astor Piazzolla, mit Toots Thielemans, Jorge Pardo, Jerry Gonzalez, Javier Colina, Horacio „El Negro“ Hernández, Niño Josele, Alain Pérez und anderen
- 2008 – Rosa, mit Leonardo Amuedo und anderen
- 2009 – Javier Colina & Antonio Serrano Colina Serrano Project, mit Ivan „Melon“ Lewis, Guillermo McGill sowie Mariano Díaz, Sílvia Pérez Cruz, Agustín Carbonell „El Bola“ und Dani „Melon“
- 2012 – Serrano & Lechner La Extraña Pareja, mit Federico Lechner
- 2012 – Harmonious
- 2014 – Mahalo, mit Albert Sanz
- 2018 – Antonio Serrano & Constanza Lechner Antonio & Constanza